# Teresa Sapey
Teresa Sapey (Cuneo, Italia, 13 de junio de 1962) es una arquitecta, diseñadora e interiorista italiana.

## Biografía
Estudió arquitectura en la Universidad Politécnica de Turín donde se licenció en 1985 para completar su formación académica en París con otra licenciatura BFA en la Parson School of Design y un máster en La Villette.En 1990 se traslada a Madrid, donde monta su propio estudio de arquitectura, que actualmente sigue llevando con un equipo de diseño multidisciplinar y junto a su socia e hija Francesca Heathcote Sapey.  Ha sido profesora de investigación plástica en la Universidad Camilo José Cela de Madrid y profesora invitada en varias universidades extranjeras (McGill University de Montreal, la Carleton Universtity de Ottawa, la University of Waterloo de Toronto, y la Domus Academy de Milán).

## Proyectos destacados
Participa en el proyecto del Hotel Puerta América de Madrid encargándose del aparcamiento, en el que colaboran 18 arquitectos y destacados diseñadores como Jean Nouvel, Arata Isozaki, Norman Foster y Zaha Hadid. A partir de ese momento se especializa en el “No lugar”.  En 2007 gana el concurso para la reforma del Palacio de Congresos de Madrid. y en 2012 se encarga de decorar la fachada de la Estación Norte de Madrid, así como la Sala VIP de Paris Photo. En 2023 abre el showroom de VONDOM, Cancún, México.
En 2023, el estudio Teresa Sapey + Partners culminó el proyecto Palazzo dei Fiori para la cadena hotelera Room Mate, compuesto por 16 apartamentos de lujo situados en el corazón de Venecia. La intervención transformó el histórico Palazzo da Ponte, edificado en el siglo XVI por Nicolò da Ponte, 87.º Dux de la República de Venecia, en el contemporáneo Palazzo dei Fiori. Este exclusivo complejo fusiona la rica herencia arquitectónica veneciana con un diseño moderno, inspirado en los jardines secretos de la ciudad, ofreciendo una experiencia única en su tipo. Para este grupo ya había diseñado el Hotel Pau en Barcelona en 2015 o el Hotel Bruno en Rotterdam en 2014.
Actualemnte el estudio Teresa Sapey + Partners lidera el proyecto de reforma e interiorismo del nuevo concepto de oficinas de Sotheby’s International Realty en España, con sedes en ciudades como Madrid, Marbella, entre otras.

## Reconocimientos
- 2005: Premio Arquitectura de Interiores de la Comunidad de Madrid
- 2006: Premio Mejor Local Comercial de la Comunidad de Madrid
- 2007: Wallpaper le nombra “Breakthrough Designer” del año.
- 2008: Premio “Women together” de Naciones Unidas.[8]
- 2010: Premio a la Interiorista del Año otorgado por la revista Architectural Digest España.[9]
- 2019: Título: "Grande Ufficiale" de la República Italiana.
- 2023: Premio: "Archiproducts Outdoor Design Award" por el diseño "La Romana" por Isimar.
- 2023: Premio: "Career Award" de Casa Decor.

Ha aparecido varias veces en la edición española de Architectural Digest de los 100 estudios de diseño más significativos: la última vez para la lista del año 2024.
- 2024: Premio: Tempietto del Bramante, 1ª edición, otorgado por el Embajador Miguel Fernández-Palacios en la Embajada de España en Italia.
- 2025: Teresa Sapey y Francesca Heathcote Sapey, han recibido el premio ELLE DECOR CONTRACT 2025 como mejor estudio de proyectación hotelera por Palazzo dei Fiori ubicado en Venecia de la cadena hotelera Room Mate.
- Tras varios años de reconocimiento, el estudio vuelve a figurar en la lista AD100 en 2025, que destaca a los 100 arquitectos, interioristas y diseñadores más influyentes y destacados del mundo en cada edición.

## Obras publicadas
- Sapore Sapey, Mondadori Electa, Milano, 2010
- Parking, Edizioni Gribaudo, Alessandria, 2008, pp. 12-21
- The Architecture of Parking, Simon Henley, Thames & Hudson, London, 2007, pp. 52
- Cybercafes, Surfing Interiors, Loftpublications, Barcelona, 2007, pp. 144-149
- Dress Code, Interior Design for Fashion Shops, Frame Publishers, Ámsterdam, 2006, pp. 298-303
- Bagni, Federico Motta Editore, Milano, 2004, pp. 267-271
- Sapore Sapey, Mondadori Electa, Milano, 2004
- Scale, Federico Motta Editore, Milano, 2003, pp. 228-229
- The International Design Book 2003, Laurence King Publishing, 2003, pp. 126
- Loft, Federico Motta Editore, Milano, 2002, pp. 326-337
- Caffé e Ristoranti, Federico Motta Editore, Milano, 2000, pp. 316-325